# Fregata pancerna

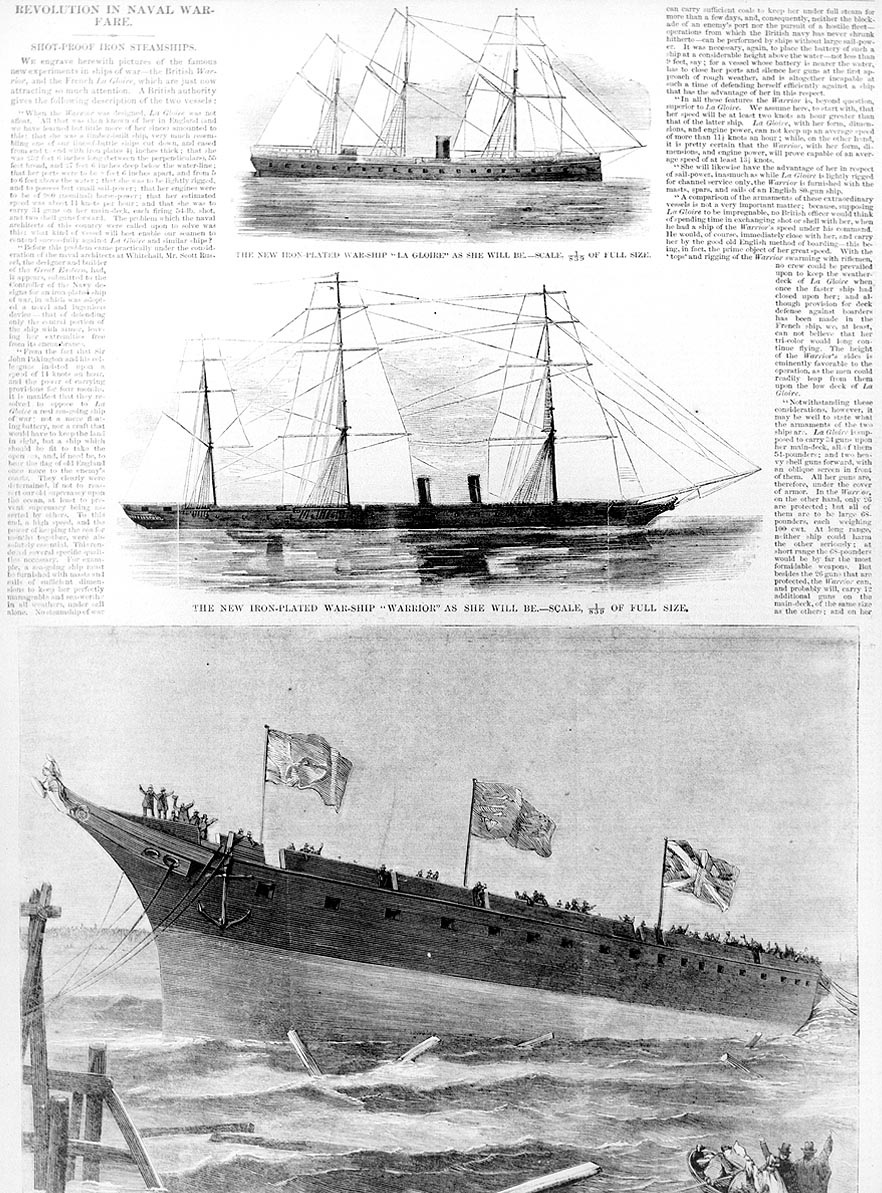
Fregata pancerna Gloire z 1860 i pierwszy stalowy pancernik Warrior z 1861 r.

Fregata pancerna – historyczna klasa okrętów wojennych, zaliczanych do okrętów pancernych. Był to najwcześniejszy rodzaj okrętów klasy pancerników, nazywany też: pancernikami bateryjnymi.
Pierwszym okrętem tej klasy i zarazem pierwszym pełnomorskim okrętem pancernym świata był francuski „Gloire”, budowany od 1858, ukończony w 1860. Był konstrukcji drewnianej, lecz pokryty płytami pancerza. Już jednak w 1861 wszedł do służby brytyjski okręt „Warrior” konstrukcji całkowicie żelaznej, będący przez pewien czas największym okrętem wojennym świata (o wyporności 9140 ton). Wkrótce w marynarkach wojennych innych państw pojawiły się podobne okręty, budowane przez całą dekadę lat 60. XIX wieku. Były one napędzane maszynami parowymi, za pomocą śruby, osiągając prędkość 10-14 w. oraz posiadały jednocześnie pomocnicze ożaglowanie. Okręty te zostały zaliczone zgodnie z ówczesną klasyfikacją do fregat, gdyż miały uzbrojenie umieszczone na tylko jednym pokładzie działowym. Okręty te miały wyporność 4000-10000 ton (podobne mniejsze jednostki klasyfikowano jako korwety pancerne). Obecnie klasyfikuje się je też jako pancerniki bateryjne. 
Uzbrojenie fregat pancernych składało się z 20-30 ciężkich dział w bateriach burtowych. Tylko połowa dział mogła strzelać na jedną burtę. Używane były ciężkie odprzodowe armaty gładkolufowe o wagomiarze od 48 funtów do aż 100 funtów, następnie lepsze działa gwintowane i odtylcowe.
Największą bitwą pancerników bateryjnych była bitwa pod Lissą (1866).
Pod koniec lat 60. XIX wieku, pancerniki bateryjne zostały zastąpione przez kolejny etap rozwoju pancerników: pancerniki cytadelowe (kazamatowe, centralnobateryjne).